# Алгемба
Алге́мба — проект по сооружению железной дороги и нефтепровода от села Александров Гай до нефтяных месторождений в районе реки Эмбы. Стройка началась в 1919 году, но по многим причинам завершена не была. К 1921 году необходимости в проекте уже не было. Алгемба стала первой «стройкой века».

## История
Первые идеи по проведению железнодорожной линии через Заволжье и Эмбу относятся ещё к 1874 году, когда некто Барановский в журнале «Нива» предложил к сооружению железную дорогу от Саратова до Индии. При этом ни мостового перехода через Волгу, ни даже линий железной дороги в Заволжье не существовало. Впрочем, ветвь Рязано-Уральской железной дороги была доведена до Александрова Гая ещё до революции. Он был конечным её пунктом.
В конце 1919 года войска под командованием Михаила Фрунзе захватили Эмбенские нефтепромыслы с более чем 224 тыс. т нефти. В стране был топливный кризис, а нефтеносные районы на Северном Кавказе были отрезаны от центра, поэтому эта нефть была спасительной для Советской России. До Гражданской войны нефть доставлялась до каспийской пристани Ракуша по 60-вёрстному нефтепроводу, однако он не функционировал, а для его ремонта ничего сделано не было. Поэтому 24 декабря 1919 года Совет Рабоче-крестьянской обороны принял решение о строительстве и приказал: «Признать постройку ширококолейной линии Александров Гай — Эмба оперативной задачею». Строительство возглавил Юрий Ломоносов. Существует мнение, что именно со строительством Алгембы связана его «паровозная афера».
Расстояние от Александрова Гая до нефтяных промыслов составляло около 500 вёрст. Было принято решение о строительстве железной дороги по прямой , и этот маршрут пролегал в основном по безводным солончаковым степям. Строили магистраль с двух сторон и планировали соединить построенные участки у Урала. Первой на строительство была послана армия Фрунзе, несмотря на его протесты.

 
17 января 1920 года председатель Реввоенсовета Троцкий посылает Фрунзе телеграмму. В ней он приказывает перевести Четвертую армию на строительство железной дороги Александров-Гай — Эмба. Ленин делает в телеграмме приписку: 
Прошу т. Фрунзе в соответствии с указанием Троцкого развить революционную энергию для максимального ускорения постройки дороги и вывоза нефти.

Михаил Фрунзе 19 января 1920 года телеграфирует Ленину: 
Все распоряжения согласно последним указаниям отданы. Однако, принимая во внимание трудности с транспортом, доставкой большого количества строительного материала и распределением его по линии проектируемой стройки, затруднительностью размещения необходимого количества рабочих команд в условиях безводных степей и отсутствия топлива, считаю долгом доложить, что осуществление постройки встретит большие препятствия.
В степи не нашлось ни топлива, ни транспорта, ни пищи; негде было даже разместить солдат. Вскоре среди солдат начались эпидемии. После этого к строительству были принуждены около сорока пяти тысяч человек из Саратова и Самары, которые почти вручную создавали насыпь, по которой должны были проложить рельсы.
В январе 1920 года Ленин ввёл трудовую и гужевую повинность с местного населения. В марте 1920 года и без того сложное строительство ещё более усложнилось тем, что было постановлено проложить параллельно железной дороге нефтепровод. Тогда эта система и получила название «Алгемба» (от города Александров Гай и реки Эмба). Но труб для строительства не нашлось: на складах хранилось только пятнадцать вёрст труб из необходимых пятисот, а завод по их производству простаивал. Ленин предложил выпускать деревянные трубы, но это было невозможно по причине отсутствия лесов в Казахстане и невозможности поддерживать в деревянных трубах необходимое давление. Тогда было постановлено разбирать части существующих трубопроводов. Трубы особо не подбирали, они различались по длине и диаметру, но и их не хватило даже на половину трубопровода.
В апреле 1920 года Красная армия заняла Северный Кавказ, и Алгемба уже не была нужна, но стройка, на которой настаивал Ленин, всё ещё продолжалась, несмотря на то, что до Первой Мировой войны Эмбенское месторождение давало всего 1,1 % нефти. На месторождении не хватало ёмкостей для хранения нефти, и её пришлось выливать в песок. К концу 1920 года от тифа ежедневно умирало по несколько сотен человек. Правительство было вынуждено поставить вдоль построенной части трассы охрану, чтобы местные жители не крали шпалы. Рабочие отказывались выходить на работу. В 1921 году среди рабочих случилась эпидемия холеры. Врачи, добровольно прибывшие на Алгембу, не могли бороться с ужасающей смертностью. 6 октября 1921 года строительство было прекращено.
Впоследствии к проекту железной дороги от Саратова к Эмбе ещё возвращались; так, в 1927 году в журнале «Железнодорожное дело» была опубликована статья К. И. Лапшинского, где он предлагал построить железную дорогу до Индии через Хиву и Ташкент. Эмбенские нефтяные прииски были важным пунктом обоснования необходимости строительства такой железной дороги.

## Характеристики
Железная дорога должна была пропускать до 22 пар поездов ежедневно. Минимальная годовая пропускная способность нефтепровода составляла 90 млн пудов, что в полтора раза больше крупнейшего трубопровода Баку — Батум. При этом добыча нефти к 1920 году снизилась до 230 000 пудов в месяц.
Затраты на железную дорогу, по смете, должны были быть в несколько раз меньше, чем на трубопровод, хотя на практике стоимость участка железной дороги в несколько раз больше стоимости равного по длине участка трубопровода.

## Последствия
Строительство было чрезвычайно дорогим (за один только 1920 год было потрачено более 1 млрд рублей) и унесло жизни 35 тыс. человек. Проект признаётся экономически бессмысленным. Долгое время материалы по строительству Алгембы были засекречены.
Существует мнение, что Ленину Алгемба была нужна не для обеспечения России нефтью, а для нейтрализации талантливого Михаила Фрунзе.